# Most lží
Most lží (rumunsky Podul Minciunilor, německy Lügenbrücke) je pamětihodnost rumunského města Sibiu. Obloukový most je vyroben z litiny, je dlouhý 10,4 metru a široký 6 metrů. Je určen pouze chodcům a překlenuje ulici Strada Ocnei. Tvoří ho čtyři rovnoběžné nosníky a zábradlí s osmi dekorativními panely po každé straně. Most je zdoben neogotickými ornamenty, mezi nimiž je vyveden i městský znak a rok výroby mostu 1859. U vstupů na Most lží se nacházejí historické litinové kandelábry.
Most nahradil původní dřevěnou lávku mezi Piața Huet a Piața Mică v centru města. Vytvořily ho hesenské železárny Friedrichshütte a byl předán do užívání 17. prosince 1860. Je prvním litinovým mostem v Rumunsku a druhým nejstarším v Evropě. Dostal německý název Liegenbrücke, což znamená „ležící most“, protože ho nepodpírají pilíře. To však místní obyvatelé časem zkomolili na Lügenbrücke (podle slova „lügen“, tj. lhát) a vytvořili si různé pověsti o původu tohoto jména. Podle jedné verze byli z mostu shazováni nepoctiví trhovci, podle druhé se zde vojáci místní posádky scházeli s milenkami a pronášeli neupřímné sliby o věčné lásce. V Sibini se také věří, že most spadne, když na něm někdo zalže. Ve 21. století se stalo zvykem umisťovat na zábradlí zámky lásky. 
Německá firma Alfred Kärcher provedla rekonstrukci mostu a renovovaná podoba byla představena v roce 2007, kde byla Sibiu Evropským hlavním městem kultury. Od roku 2015 je most předmětem památkové ochrany župního úřadu.